# Lista de prémios e indicações recebidos por Metallica
Metallica é uma banda norte-americana formada em 1981, composta pelo vocalista e guitarra James Hetfield, pelo baterista Lars Ulrich, pelo guitarrista Kirk Hammett e pelo baixista Robert Trujillo. A banda lançou dez álbuns de estúdio: Kill 'Em All (1983), Ride the Lightning (1984), Master of Puppets (1986), ...And Justice for All (1988), Metallica (1991), Load (1996), ReLoad (1997), St. Anger (2003), Death Magnetic (2008) e Hardwired... to Self-Destruct (2016). Todos eles foram editados pela Elektra Records, exceto o mais recente, que foi editado pela Warner Bros. Records. Sendo uma das bandas de heavy metal mais influentes e bem sucedidas, só nos Estados Unidos a banda vendeu 57 milhões de discos.

## American Music Awards
Os American Music Awards ocorrem anualmente desde 1973, tendo sido criado por Dick Clark. A banda recebeu dois prêmios em seis nomeações.
| Ano  | Nomeação por | Categoria                                 | Resultado |
| ---- | ------------ | ----------------------------------------- | --------- |
| 1992 | Metallica    | Álbum Favorito de Heavy Metal/Hard Rock   | Nomeado   |
| 1992 | Metallica    | Artista Favorito de Heavy Metal/Hard Rock | Nomeado   |
| 1993 | Metallica    | Artista Favorito de Heavy Metal/Hard Rock | Vencedor  |
| 1994 | Metallica    | Artista Favorito de Heavy Metal/Hard Rock | Nomeado   |
| 1997 | Metallica    | Artista Favorito de Heavy Metal/Hard Rock | Vencedor  |
| 2003 | Metallica    | Artista Alternativo Favorito              | Nomeado   |

## Billboard Music Awards
Os Billboard Music Awards são patrocinados pela revista de música Billboard e tem lugar anualmente no mês de Dezembro. A banda recebeu três prêmios.
| Ano  | Nomeação por | Categoria                       | Resultado |
| ---- | ------------ | ------------------------------- | --------- |
| 1997 | Metallica    | Artista do Ano de Rock and Roll | Vencedor  |
| 1999 | Metallica    | Álbum de Catálogo do Ano        | Vencedor  |
| 1999 | Metallica    | Artista de Catálogo do Ano      | Vencedor  |

## Grammy Awards
Os Grammy Awards ocorrem anualmente pela National Academy of Recording Arts and Sciences. A banda recebeu nove prêmios em vinte e uma nomeações.
| Ano  | Nomeação por                        | Categoria                               | Resultado |
| ---- | ----------------------------------- | --------------------------------------- | --------- |
| 1989 | ...And Justice for All              | Melhor Performance Hard Rock/Metal      | Nomeado   |
| 1990 | "One"                               | Melhor Performance de Metal             | Vencedor  |
| 1991 | "Stone Cold Crazy"                  | Melhor Performance de Metal             | Vencedor  |
| 1992 | Metallica                           | Melhor Performance de Metal             | Vencedor  |
| 1992 | "Enter Sandman"                     | Melhor Canção Rock                      | Nomeado   |
| 1996 | "For Whom the Bell Tolls"           | Melhor Performance de Metal             | Nomeado   |
| 1999 | "Better than You"                   | Melhor Performance de Metal             | Vencedor  |
| 1999 | "Fuel"                              | Melhor Performance Hard Rock            | Nomeado   |
| 2000 | "Whiskey in the Jar"                | Melhor Performance Hard Rock            | Vencedor  |
| 2001 | "The Call of Ktulu"                 | Melhor Performance de Rock Instrumental | Vencedor  |
| 2004 | "St. Anger"                         | Melhor Performance de Metal             | Vencedor  |
| 2005 | "Some Kind of Monster"              | Melhor Performance Hard Rock            | Nomeado   |
| 2008 | "The Ecstasy of Gold"               | Melhor Performance de Rock Instrumental | Nomeado   |
| 2009 | "My Apocalypse"                     | Melhor Performance de Metal             | Vencedor  |
| 2009 | "Suicide & Redemption"              | Melhor Performance de Rock Instrumental | Nomeado   |
| 2009 | Death Magnetic                      | Melhor Álbum Rock                       | Nomeado   |
| 2010 | "The Unforgiven III"                | Melhor Performance Hard Rock            | Nomeado   |
| 2014 | Metallica Through the Never (album) | Best Recording Package                  | Indicado  |
| 2015 | Metallica Through the Never         | Melhor Filme Musical                    | Indicado  |
| 2017 | "Hardwired"                         | Best Rock Song                          | Indicado  |
| 2018 | Hardwired... to Self-Destruct       | Best Rock Album                         | Indicado  |
| 2018 | "Atlas, Rise!"                      | Best Rock Song                          | Indicado  |
| 2024 | 72 Seasons                          | Best Rock Album                         | Indicado  |
| 2024 | "Lux Æterna"                        | Best Rock Performance                   | Indicado  |
| 2024 | "72 Seasons"                        | Best Metal Performance                  | Venceu    |

## Independent Spirit Awards
O Independent Spirit Awards é uma premiação oferecida anualmente aos melhores filmes independentes e aos profissionais neles envolvidos, que se realiza na cidade de Santa Mônica, Califórnia. O Independent Spirit Awards é ofertado pela "Film Independent", uma organização sem fins lucrativos.
| Ano  | Nomeação por         | Categoria           | Resultado |
| ---- | -------------------- | ------------------- | --------- |
| 2005 | Some Kind of Monster | Melhor Documentário | Vencedor  |

## Juno Awards
Os Juno Awards ocorrem anualmente no Canadá e são apresentados pela Canadian Academy of Recording Arts and Sciences. A banda recebeu um prêmio em cinco nomeações.
| Ano  | Nomeação por           | Categoria                                   | Resultado |
| ---- | ---------------------- | ------------------------------------------- | --------- |
| 1992 | Metallica              | Álbum Mais Vendido por Artista Estrangeiro  | Nomeado   |
| 1992 | "Enter Sandman"        | Single Mais Vendido por Artista Estrangeiro | Nomeado   |
| 1992 | "Enter Sandman"        | Produtor do Ano                             | Nomeado   |
| 2005 | "Some Kind of Monster" | Jack Richardson Produtor do Ano             | Vencedor  |
| 2009 | Death Magnetic         | Álbum Internacional do Ano                  | Nomeado   |

## Kerrang! Awards
Os Kerrang! Awards ocorrem anualmente no Reino Unido pela revista de rock Kerrang!. A banda recebeu quatro prêmios.
| Ano  | Nomeação por   | Categoria                  | Resultado |
| ---- | -------------- | -------------------------- | --------- |
| 2003 | Metallica      | Melhor Banda Internacional | Vencedor  |
| 2003 | Metallica      | Melhor Banda do Planeta    | Vencedor  |
| 2011 | Metallica      | Melhor Banda do Planeta    | Vencedor  |
| 2012 | Metallica      | Melhor Banda do Planeta    | Vencedor  |
| 2007 | Metallica      | Melhor Banda do Planeta    | Vencedor  |
| 2008 | Metallica      | Prémio Inspiração          | Vencedor  |
| 2009 | Death Magnetic | Melhor Álbum               | Vencedor  |

## Meteor Music Awards
Os Meteor Music Awards ocorrem anualmente na Irlanda pela MCD Productions. A banda recebeu uma nomeação.
| Ano  | Nomeação por | Categoria                  | Resultado |
| ---- | ------------ | -------------------------- | --------- |
| 2005 | Metallica    | Melhor Grupo Internacional | Nomeado   |

## MTV Europe Music Awards
Os MTV Europe Music Awards ocorrem anualmente desde 1994 pela MTV Europe. A banda recebeu quatro nomeações.
| Ano  | Nomeação por | Categoria    | Resultado |
| ---- | ------------ | ------------ | --------- |
| 2003 | Metallica    | Melhor Grupo | Nomeado   |
| 2003 | Metallica    | Melhor Rock  | Nomeado   |
| 2008 | Metallica    | Headliner    | Nomeado   |
| 2008 | Metallica    | Rock Out     | Nomeado   |

## MTV Video Music Awards
Os MTV Video Music Awards ocorrem anualmente desde 1984 pela MTV. A banda recebeu dois prêmios em doze nomeações.
| Ano  | Nomeação por      | Categoria                            | Resultado |
| ---- | ----------------- | ------------------------------------ | --------- |
| 1989 | "One"             | Melhor Vídeo de Heavy Metal          | Nomeado   |
| 1992 | "Enter Sandman"   | Melhor Vídeo de Metal                | Vencedor  |
| 1992 | "Enter Sandman"   | Melhor Edição de Vídeo               | Nomeado   |
| 1996 | "Until it Sleeps" | Melhor Vídeo de Metal                | Vencedor  |
| 1996 | "Until it Sleeps" | Escolha do Público                   | Nomeado   |
| 1998 | "Unforgiven II"   | Melhor Vídeo de Rock                 | Nomeado   |
| 2000 | "I Disappear"     | Melhor Vídeo de Rock                 | Nomeado   |
| 2000 | "I Disappear"     | Melhor Vídeo de Filme                | Nomeado   |
| 2000 | "I Disappear"     | Melhores Efeitos Especiais num Vídeo | Nomeado   |
| 2000 | "I Disappear"     | Melhor Edição num Vídeo              | Nomeado   |
| 2000 | "I Disappear"     | Best Cinematography in a Video       | Nomeado   |
| 2003 | "St. Anger"       | Melhor Vídeo de Rock                 | Nomeado   |

## Q Awards
Os Q Awards ocorrem anualmente pela revista Q. A banda recebeu uma nomeação.
| Ano  | Nomeação por | Categoria                   | Resultado |
| ---- | ------------ | --------------------------- | --------- |
| 2008 | Metallica    | Best Act In The World Today | Nomeado   |

## Radio Music Awards
Os Radio Music Awards ocorrem anualmente para premiar as canções da tabela Top 40 Mainstream. A banda recebeu duas nomeações.
| Ano  | Nomeação por | Categoria                          | Resultado |
| ---- | ------------ | ---------------------------------- | --------- |
| 2005 | Metallica    | Artista do Ano/Ativo e Alternativo | Vencedor  |
| 2005 | Metallica    | Artista do Ano/Rock                | Vencedor  |

## Top In Rock Awards
"Top In Rock Awards" é um prêmio concedido todo ano pela revista de música Rock on Request. Metallica venceu dois prêmios.
| Ano  | Nomeação por | Categoria             | Resultado |
| ---- | ------------ | --------------------- | --------- |
| 2008 | Metallica    | Melhor Banda de Metal | Vencedor  |
| 2009 | Metallica    | Melhor Banda de Metal | Vencedor  |

## World Music Awards
Os World Music Awards ocorrem anualmente desde 1989 que premeia os artistas com base nas vendas a nível mundial, promovido pela International Federation of the Phonographic Industry (IFPI).
| Ano  | Nomeação por | Categoria                 | Resultado |
| ---- | ------------ | ------------------------- | --------- |
| 2008 | Metallica    | Maior Venda de Álbum Rock | Nomeado   |

 Guinness World Records 2015. A banda se tornou a primeira e única a tocar nos sete continentes da terra em um período de um ano.